# Museu de la Xocolata
El Museu de la Xocolata, ubicat a l'antic convent de Sant Agustí de Barcelona (Catalunya), és un equipament privat impulsat pel Gremi de Pastisseria de Barcelona. La seva finalitat és difondre la història de la xocolata, les seves tradicions i el seu rol dins l'imaginari col·lectiu, des dels seus orígens a l’Amèrica del Sud. El museu va obrir les portes l'any 2000, com un projecte per reivindicar la xocolata com una manifestació artística.
El 1998, el Gremi de Pastisseria de Barcelona va impulsar un projecte amb l'objectiu de difondre la història de la Mona de Pasqua que, des de l'inici de la seva tradició ha anat adaptant diverses formes, i reivindicar la tasca artística que s'amaga darrera els treballs amb xocolata. El 2000, es va inaugurar el Museu de la Xocolata amb la missió presentar la xocolata més enllà de la seva dimensió com a producte alimentari i de sumar una nova oferta cultural a la ciutat de Barcelona.
El museu està situat al convent de Sant Agustí, al barri de la Ribera de Barcelona, i és un edifici que històricament guarda relació amb la xocolata. Al segle xviii, l'exèrcit borbònic era fanàtic consumidor d'aquest producte i, segons les ordenances, la xocolata estava present en els menús de les acadèmies militars d'aquell segle. S'explica també que, quan la tropa estava de guarnició a les casernes també es prenia xocolata de forma habitual. El cos d'alabarders, la guàrdia personal del monarca, eren anomenats amb enveja "los chocolateros" perquè eren un cos consentit i aviciat a prendre'n.
A partir del segle xv, des de l'època de l'expansió i el comerç, la xocolata va començar a tenir un paper important dins del teixit econòmic i social de la Ciutat Comtal. El port de Barcelona, d'aquesta manera, va actuar com un punt de partida crucial per a la comercialització i la difusió de la xocolata per tot el continent europeu.
És a la ciutat de Barcelona on, a finals del segle xix, es reconeix el primer obrador que transformà la xocolata com a beguda en un producte sòlid.